# Tourbillon blanc
Pour les articles homonymes, voir One in a Million.
Pour plus de détails, voir Fiche technique et Distribution.
Tourbillon blanc (One in a Million) est un film américain réalisé par Sidney Lanfield, sorti en 1936.

## Synopsis
Thaddeus Spencer est coincé sans argent dans les Alpes suisses avec sa femme Billie, un groupe de filles, un trio comique et un joueur d'harmonica quand le groupe apprend que le Grand Palace Hotel d'Ardetz, où ils devaient se produire, a brûlé. En voyant Greta Muller, la fille d'un aubergiste, qui fait du patin à glace, Spencer a une vision d'elle en train de jouer avec un ballet de patinage qui lui rapportera des millions. Il s'arrange pour qu'elle patine dans une performance d'essai dans un casino de Saint-Moritz pour laquelle il sera payé 950 francs suisse.
Plus tard, le journaliste américain Bob Harris du Paris Herald arrive à l'auberge pour enquêter sur l'incendie de l'hôtel qui, selon la rumeur, était une tentative de tuer un Premier ministre européen. Accompagné par un photographe, Danny Simpson, le journaliste suit Ratoffsky, un invité barbu à l'air suspect, et essaie de séduire Greta, qui est maussade après qu'un membre du groupe lui ait fait masser le cou.
Lorsque Bob apprend que le père de Greta, Heinrich Muller, un champion olympique de patinage artistique de 1908, qui a perdu sa médaille parce qu'il a accepté de l'argent comme cadeau, a formé Greta pendant douze ans pour les prochains Jeux Olympiques, il suit la troupe à St Moritz. Il arrête Greta après son premier numéro, l'avertissant qu'elle risque son éligibilité olympique. Ignorant que son exposition impliquait de l'argent, Greta est reconnaissante envers Bob alors qu'ils remontent en traîneau.
Aux Jeux olympiques, Greta remporte la première place en patinage artistique, mais lorsqu'elle refuse de devenir professionnelle et de patiner pour Spencer à New York, il menace d'exposer sa performance à Saint-Moritz au comité directeur. Heinrich rend lui-même les médailles de Greta lorsqu'il apprend l'exposition de Saint-Moritz, mais Bob emmène Spencer expliquer la situation au secrétaire du comité, Sir Frederick Brooks ( Montagu Love ), qui était auparavant en vacances dans les Alpes incognito sous le nom de Ratoffsky. Comme Greta n'a reçu aucun paiement et que Spencer a utilisé tout l'argent qu'il a reçu pour les dépenses, Brooks déclare l'éligibilité de Greta prouvée, et toute la troupe, avec Greta maintenant comme star, se produit au Madison Square Garden.

## Fiche technique
- Titre original : One in a Million
- Titre français : Tourbillon blanc
- Réalisation : Sidney Lanfield
- Scénario : Leonard Praskins et Mark Kelly
- Photographie : Edward Cronjager
- Montage : Robert L. Simpson
- Société de production : 20th Century Fox
- Pays de production : États-Unis
- Format : Noir et blanc - 1,37:1 - Mono
- Genre : musical
- Date de sortie : 1936

## Distribution
- Sonja Henie : Greta Muller
- Adolphe Menjou : Tad Spencer
- Jean Hersholt : Heinrich Muller
- Ned Sparks : Danny Simpson
- Don Ameche : Bob Harris
- The Ritz Brothers : Eux-mêmes
- Arline Judge : Billie Spencer
- Albert Conti : Directeur de l'hôtel
- Julius Tannen : Chapelle
- Montagu Love : Ratoffsky
- Charles Carson : Président